# Hegmanné Nemes Sára
Hegmanné Nemes Sára (Szolnok, 1963. július 14. –) közgazdász, 2010 és 2011 között a  második Orbán-kormányban a Nemzeti Fejlesztési Minisztérium kiemelt állami szerződéseket és támogatásokat vizsgáló államtitkára, majd ugyanitt vagyonpolitikáért felelős államtitkár 2011 és 2014 között. Pozícióját a harmadik Orbán-kormányban is megtartotta, majd 2015 januárjától 2016 júniusáig a Kecskeméti Főiskola kancellárja. 2018-tól a Magyar Posta Zrt. igazgatóságának elnöke.

## Pályafutása

### Tanulmányai
1985-ben Budapesten a Marx Károly Közgazdaságtudományi Egyetemen okleveles közgazdász diplomát szerzett, majd 1987-ben idegenforgalmi szakközgazdász vizsgát tett. Okleveles adószakértő és könyvvizsgáló.

### Szakmai pályafutása
1985-ben a Hotel Duna Intercontinentalban dolgozott, mint értékesítési menedzser. 1988-tól 1993-ig a HECO Ipari és Kereskedelmi Kft-nél főkönyvelő. 1993 és 1998 között a SÁBA Kereskedelmi Adótanácsadó és Számviteli Betéti Társaságnál cégvezetőként, adószakértőként, majd könyvvizsgálóként dolgozott. Saját vállalkozást indított NEMES Könyvszakértő Kft. néven. 2006-tól Szolnok Megyei Jogú Város alpolgármestere volt, mandátumáról államtitkári kinevezése miatt lemondott.
2007-től 2010-ig a Megyei Jogú Városok Szövetsége Pénzügyi Bizottságában, az Észak-alföldi Regionális Tanácsban, és a Környezet és Energia Operatív Program Monitoring Bizottságában tag. Valamint tagja a Magyar Könyvvizsgálói Kamarának, és a Magyar Könyvvizsgálói Kamara Költségvetési Tagozatának. 2007-2009. között a Polgári Magyarországért Alapítvány keretében pénzügyi továbbképzéseket vezetett.
Államtitkári munkáját követően 2015. január 23-án a Kecskeméti Főiskola kancellárává nevezte ki a miniszterelnök, a megbizatása 2016. június 30-án járt le a Kecskeméti Főiskola és a Szolnoki Főiskola összevonásával. A hírek szerint 2016 végén az Operaház pénzügyi biztosának jelölték ki az intézmény gazdálkodásának felügyelete érdekében. A Magyar Posta Zrt.-nél működö igazgatóságot 2018. óta vezeti.